# Ночь следующего дня
«Ночь следующего дня» (англ. The Night Of The Following Day) — кинофильм.

## Сюжет
Преступники похищают молодую богатую девушку в аэропорту Париж-Орли и решают держать её до получения выкупа в домике на побережье Франции. Вскоре отношения между похитителями начинают портиться, а после получения выкупа борьба между ними нарастает до предела, приводя к жестокой развязке.

## В ролях
- Марлон Брандо — Бад
- Памела Франклин — дочь Дюпона
- Ричард Бун — Лир
- Рита Морено — Ви